# Little Village People
『Little Village People』は、2008年9月6日から12月13日までMTVで放送された日本のアニメ。キャッチコピーを「ペンギン村ヒルズ青春白書」とするなど、随所でパロディが見られる。全15話。

## ストーリー
地方都市ペンギン村ヒルズにある24時間営業レストラン「がっかりDonkey's」には、延々とパンクな話をするミチローとユーヤ、レストランのウェイトレスで表面上仲良しのA子&U子&I子がいる。街ではペンギン村ヒルズ・ケーブルテレビの人気番組「24時間365日TV」が流されており、サンダー紙袋が365日24時間不眠不休で大小さまざまな事件のニュースを読み続ける中、その事件に若者達は毎回巻き込まれる。 

## キャスト
サンダー紙袋
声 - 諏訪部順一
スーツ姿に赤い稲妻模様入りの紙袋を被り、目と口の部分だけ穴を開けている。ペンギン村ヒルズ・ケーブルテレビ（PVHCATV）の人気番組「24時間365日TV」のたった1人の司会者。
ミチロー
声 - 瀬下翔太（三日月シュガー）
いつもユーヤとがっかりDonkey'sでバンドの打ち合わせをしているが、話をするばかりで実際に活動したことはない。ユーヤとは幼馴染。夢はバンドのメジャーデビュー。
ユーヤ
声 - 高山猛久
ミチローの幼馴染で、二人でバンドを組んでいる。夢はバンドのメジャーデビュー。
A子&U子&I子
声 - 石川沙織/大西あす香/真堂圭
24時間営業レストラン「がっかりDonkey's」のアルバイトウェイトレス。PM6:00~AM2:00の間働く。3人とも趣味や好みが全く違う上、心の中ではお互いを良く思っていない。しかし他に友達がいないため仕方なくプライベートでも一緒におり、24時間営業の巨大カラオケBOX「カラオケ大王」の常連でもある。
小林拳
声 - 岩井伸平
お金持ちの小林寺の跡取り息子。周豚一といつも自室でダラダラしている。
周豚一
声 - 朝倉栄介
中華料理店「周飯店」の息子。小林拳の部屋の居心地がいいのでいつも入り浸っている。
小林良徳
声 - 飛田展男
小林拳の父で、前小林寺住職。今は「がっかりDonkey's」や「カラオケ大王」のオーナー。
ユージ

周貫一

ナレーション
声 - 山本ミカ

## スタッフ
- 原作・監督・デザイン - 田中秀幸
- 企画・プロデュース - 松本清一、眼龍千里
- プロデューサー - 渡辺和昌
- 脚本 - 椎名基樹
- アニメーション監督 - 大森清一郎
- 音響監督 - 岩浪美和
- 音響効果 - 笠松こうじ（デジタルサーカス）
- 音楽 - DJ TASAKA
- 編集 - 小永組雄
- 編集スタジオ - メガネ★フィルム
- 音響制作・音響スタジオ - 神南スタジオ
- WEB制作 - 友寄司、エノビ☆ケイコ（自由創作表現者 ATORON）
- 制作協力 - フレイムグラフィックス
- 制作プロダクション - ブロードマークス
- 製作 - リトルビレッジピープル製作委員会(第一興商 / MTV JAPAN / ソニー・ミュージックコミュニケーションズ / ドリームランチ)